# Parque Nacional de Gunung Leuser
Parque Nacional de Gunung Leuser é um parque nacional localizado no norte de Sumatra, Indonésia. Possui uma área de 7.927 km², nas províncias de Sumatra do Norte e Aceh. O parque nacional recebeu o nome devido ao Monte Lesuer, com 3.381 metros de altitude. Um santuário para orangotangos está localizado dentro do parque, seu nome é Bukit Lawang. Junto com os parques Bukit Barisan Selatan e Kerinci Seblat forma um "Patrimônio Mundial", o "Património das florestas tropicais ombrófilas de Sumatra".